# Diolenius
Genre
Synonymes
- Diolenella Strand, 1907

Diolenius est un genre d'araignées aranéomorphes de la famille des Salticidae.

## Distribution
Les espèces de ce genre se rencontrent en Nouvelle-Guinée, en Nouvelle-Bretagne et aux Moluques.

## Liste des espèces
Selon World Spider Catalog (version 18.0, 30/03/2017) :
- Diolenius albopiceus Hogg, 1915
- Diolenius amplectens Thorell, 1881
- Diolenius angustipes Gardzińska & Żabka, 2006
- Diolenius armatissimus Thorell, 1881
- Diolenius bicinctus Simon, 1884
- Diolenius decorus Gardzińska & Żabka, 2006
- Diolenius infulatus Gardzińska & Żabka, 2006
- Diolenius insignitus Gardzińska & Żabka, 2006
- Diolenius lineatus Gardzińska & Żabka, 2006
- Diolenius lugubris Thorell, 1881
- Diolenius paradoxus Gardzińska & Żabka, 2006
- Diolenius phrynoides (Walckenaer, 1837)
- Diolenius redimiculatus Gardzińska & Żabka, 2006
- Diolenius sarmiensis Gardzińska & Patoleta, 2013
- Diolenius varicus Gardzińska & Żabka, 2006
- Diolenius virgatus Gardzińska & Żabka, 2006

## Publication originale
- Thorell, 1870 : On European spiders. Part 2. Nova acta Regiae Societatis Scientiarum Upsaliensis, sér. 3, vol. 7, p. 109-242 (texte intégral).